# Comuna Furmanivka, Novoukraiinka
Furmanivka (în ucraineană Фурманівка) este o comună în raionul Novoukraiinka, regiunea Kirovohrad, Ucraina, formată din satele Furmanivka (reședința) și Șceaslîvka.

## Demografie
Componența lingvistică a comunei Furmanivka
     Ucraineană (91,53%)
     Română (4,63%)
     Rusă (1,12%)
     Alte limbi (0,96%)
Conform recensământului din 2001, majoritatea populației comunei Furmanivka era vorbitoare de ucraineană (91,53%), existând în minoritate și vorbitori de română (4,63%), armeană (1,6%) și rusă (1,12%).